# Adolf von Heinleth

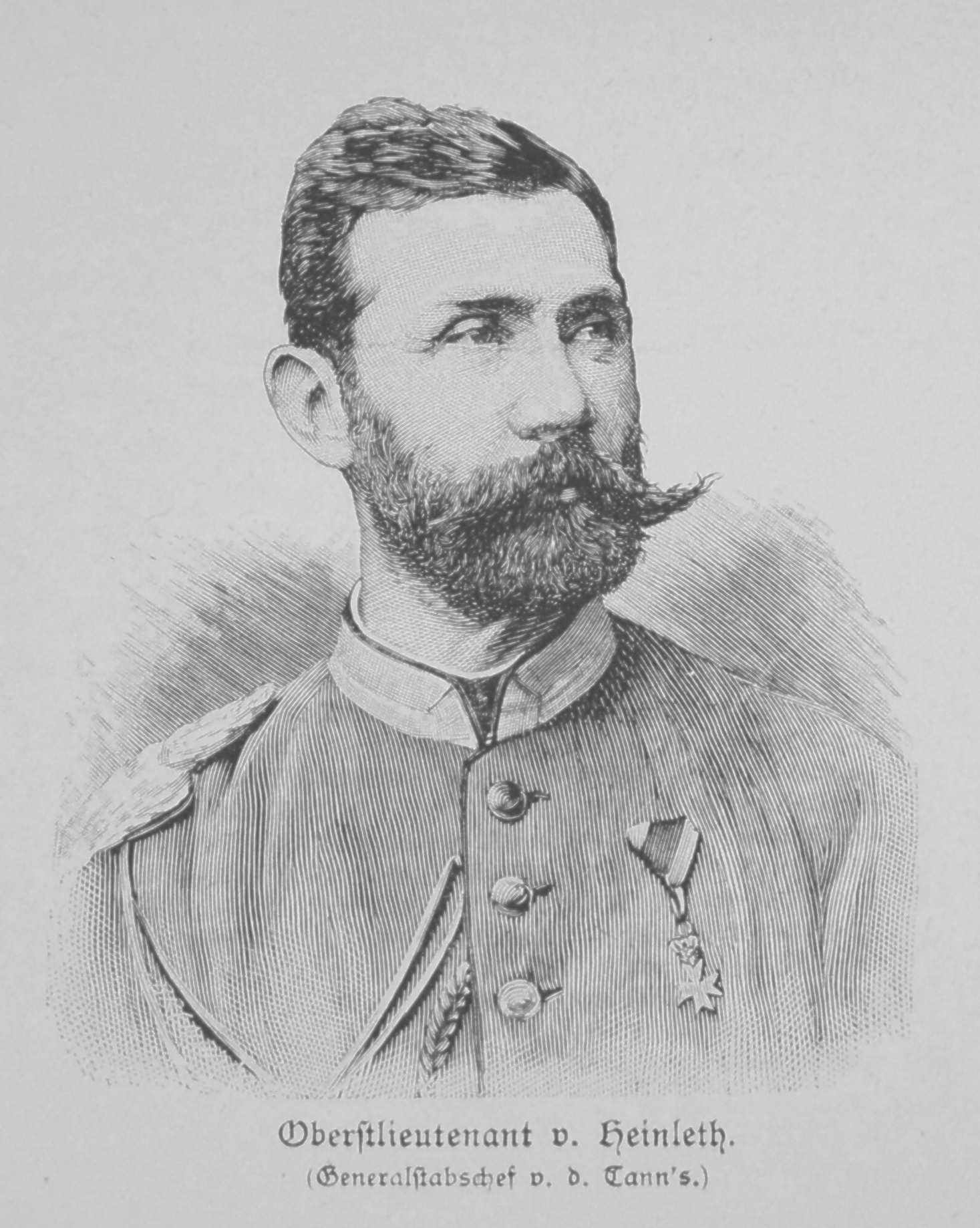
Von Heinleth ở cấp bậc Thượng tướng.

Adolf (hayAdolph) Ritter von Heinleth (24 tháng 10 năm 1823 – 26 tháng 2 năm 1895) là một Thượng tướng Bộ binh của Bayern và giữ chức vụ Bộ trưởng Chiến tranh dưới các triều vua Ludwig II và Otto I của Bayern.

## Tiểu sử
Von Heinleth sinh ra tại München, là con trai của một nhà tư vấn luật pháp (Appellations-Gerichtsrat). Sau khi học tập trong đội thiếu sinh quân, ông khởi đầu sự nghiệp quân sự của mình trong Trung đoàn Bộ binh Hộ vệ vào năm 1842. Sau khi trải qua sự nghiệp sĩ quan đại đội của mình, và giữ quân hàm đại úy kể từ năm 1858, ông đã tham gia cuộc Chiến tranh Áo-Phổ với cấp bậc đại úy trong Bộ Tổng tham mưu vào năm 1866. Trong cuộc Chiến tranh Pháp-Đức (1870 – 1871), với cấp bậc thượng tá rồi sau đó là đại tá, ông giữ chức vụ tham mưu trưởng của Quân đoàn I Vương quốc Bayern dưới quyền chỉ huy của tướng Von der Tann. Ông đã thể hiện tài năng của mình trong các trận đánh lớn ở Frœschwiller-Wœrth, Sedan và Orléans, đặc biệt là trong trận đánh chiếm Orléans vào ngày 11 tháng 10 năm 1870, ông đã trực tiếp chỉ huy Trung đoàn Bộ binh số 1 "Đức Vua".
Sau khi được phong cấp Thiếu tướng và Lữ đoàn trưởng, ông chỉ huy lữ đoàn chiếm đóng ở Metz kể từ sau năm 1875. Vào năm 1878, ông được bổ nhiệm làm Tổng tham mưu trưởng quân đội Bayern, và vào năm 1882, ông được lên cấp bậc Trung tướng và Sư đoàn trưởng, trước khi giữ chức vụ Bộ trưởng Chiến tranh kể từ ngày 1 tháng 5 năm 1885 cho tới ngày 9 tháng 5 năm 1890. Ritter von Heinleth đã rút khỏi ghế bộ trưởng của mình vì vấn đề sức khỏe. Ông từ trần tại München, nơi ông được mai táng trong nghĩa trang Alter Südfriedhof.

## Phong tặng
- Huân chương Quân sự Max Joseph